# صيحات الشارع
إن صيحات الشوارع هي النداءات الشعرية القصيرة التي يطلقها التجار الذين يروجون لمنتجاتهم وخدماتهم في الأسواق المفتوحة. لقد أدت عادة البيع المتجول إلى دفع العديد من البائعين إلى ابتكار عبارات لحنية مخصصة لجذب الانتباه. في وقت كانت نسبة كبيرة من السكان أميين، كانت صرخات الباعة المتجولين ومنادي البلدة تزود الجمهور برسائل مهمة، سواء كانت تلك الرسائل ذات طبيعة تجارية أو ذات مصلحة عامة أكثر. كانت صرخات الشوارع جزءًا من النسيج السمعي لحياة الشوارع خاصة في الاسواق منذ العصور القديمة.
كانت صرخات الشوارع معروفة منذ العصور القديمة وربما قبل ذلك. خلال القرنين الثامن عشر والتاسع عشر، ومع نمو أعداد السكان في المناطق الحضرية في اوروبا، أصبحت صرخات الشوارع في المراكز الحضرية الكبرى إحدى السمات المميزة للحياة في المدينة الأوروبيّة. أصبحت صرخات الشوارع موضوعًا شائعًا للشعراء والموسيقيين والفنانين والكتاب في تلك الفترة. وقد تم تصنيف العديد من هذه الصرخات في الشوارع في مجموعات كبيرة أو دمجها في أعمال موسيقية أكبر، مما أدى إلى الحفاظ عليها من النسيان.